# アレックス・ミラー
アレックス・ミラー（Alex Miller、1949年7月4日 - ）は、スコットランド・グラスゴー出身のサッカー選手・指導者である。ドイツ人の血を引く。

## 略歴

### 選手として
クライドバンク・ストローラーズでサッカーをはじめ、1967年にスコットランドの名門であるレンジャーズに移籍した。レンジャーズには1982年まで所属し、306試合に出場、30得点を挙げた。なかでも、あごを骨折しながらも1972年のスコティッシュカップ決勝に出場したことは、多くのレンジャーズサポーターに現在も語り継がれている。

### 指導者として
1982年、香港の南華足球隊（サウスチャイナAA）に選手兼任監督として所属。翌1983年、母国・スコットランドに戻り、ペーズリーにあるセント・ミレンの監督を1986年まで務めた。
ここでは1985年にUEFAカップ出場に導き、本拠地でチェコスロバキア（当時）のスラヴィア・プラハを3-0で下すなどの実績を残した。もっとも、ミラー自身は在任中タイトルを獲得できなかったが、退任した翌シーズンにスコティッシュカップ優勝という形で彼の功績が証明された。
1986年から10シーズン率いたハイバーニアンでは、1991年のスコティッシュリーグカップを制覇した。その後、1996年にはコヴェントリー・シティのコーチに就任し、19試合を終えて勝点10に低迷していたクラブを立て直し、残り19試合で勝点32を獲得する躍進を導いた。
この功績を買ったアバディーンが1997年にミラーを監督に起用したものの、ここでは結果を残すことができず、1997-98シーズン限りで退任。1993年から兼任していたスコットランド代表コーチは翌1999年に退任し、活動の舞台をイングランドに移した。
1999年からイングランド・プレミアシップの強豪・リヴァプールのヘッドコーチに抜擢され、ジェラール・ウリエ、ラファエル・ベニテス両監督の下、2005年のUEFAチャンピオンズリーグ制覇などの実績を重ねた。
2008年5月8日、11試合を終えて勝点わずか2に低迷するジェフユナイテッド市原・千葉を再建するため、ヨジップ・クゼに代わり監督に就任した。一時は5連勝を飾るなど立て直し、残り23試合で勝点36を獲得した。自力残留がなくなった最終節のFC東京戦では、残り20分、0-2のビハインドから4点を取る劇的な展開で15位にすべり込み、大逆転でのJ1残留に導いた (フクアリの奇跡) 。これらの采配で、ジェフ千葉はミラーが働いていたリヴァプールと引っ掛け、一部でチバプールと呼ばれた。
この成績により、2009年度も千葉との契約を更新。次男のグレグ・ミラーをコーチングスタッフに招聘し、より腰を据えた指導を望んだ。しかし、ホームであるフクダ電子アリーナで19節までわずか1勝しかできないなど波に乗ることが出来ず、チームは降格圏内から浮上できない状態に陥る。同年7月27日、成績不振を理由に契約解除された。グレグもこの際同時に解任されている。
2010年6月スウェーデン・アルスヴェンスカン（1部リーグ）のAIKソルナの監督に就任。成績不振により、2010年11月に解任。
2012年1月からはロシア・ファーストディヴィジョン（2部リーグ）のFCシビル・ノヴォシビルスクの監督に就任したが、4月に解任された。

## 采配・人物
4バックに2ボランチの4-4-2、もしくは4-5-1というベーシックなフォーメーションを好み、古巣であるリヴァプールFCのサッカーに近い、ハイプレスと速攻を基調にしたサッカーを志向した。
最大の特徴は、疲労や対戦相手との相性を重視し、試合ごとにスターティングメンバーやベンチ入りの選手を、猫の目のように変えたことである。前の試合で得点を挙げた選手、好調を維持している選手も戦術に合わないと見れば容赦なく休ませ、時にはエースである巻誠一郎すらベンチに置いた。どのチームもある程度スタメンを固定して戦う傾向のあるJリーグにおいて、このような明確なターンオーバー制を敷いたミラー指揮下の千葉は異彩を放っていた。しかし、そもそも完全なターンオーバーができるほどの豊富な戦力を千葉は有しておらず、入れ替えた選手が上手く機能せずに負けることも多かったため、このやり方には賛否両論があった。
エピソードとして、下戸。スーパーサッカーで戦勝祈願で神酒を飲んで苦味走った表情を撮られている。

## 監督としての成績
| クラブ                       | 就任           | 退任           | 試合数 | 勝利 | 引分 | 敗戦 |
| ---------------------------- | -------------- | -------------- | ------ | ---- | ---- | ---- |
| セント・ミレンFC             | 1983年8月1日   | 1986年12月16日 | 33     | 13   | 7    | 13   |
| ハイバーニアン               | 1986年11月15日 | 1996年9月30日  | 170    | 72   | 46   | 52   |
| アバディーンFC               | 1997年11月21日 | 1998年8月12日  | 43     | 11   | 13   | 19   |
| ジェフユナイテッド市原・千葉 | 2008年5月8日   | 2009年7月27日  | 40     | 12   | 13   | 15   |
| AIKソルナ                    | 2010年6月22日  | 2010年11月10日 | 24     | 9    | 4    | 11   |
| FCシビル・ノヴォシビルスク   | 2012年1月10日  | 2012年4月20日  | 9      | 1    | 5    | 3    |

## タイトル

### 監督時代
ハイバーニアンFC
- スコティッシュリーグカップ:1回（1991-92）

アバディーンFC
- アバディーンシャーカップ:1回（1997-98）